# هينا (ربة)

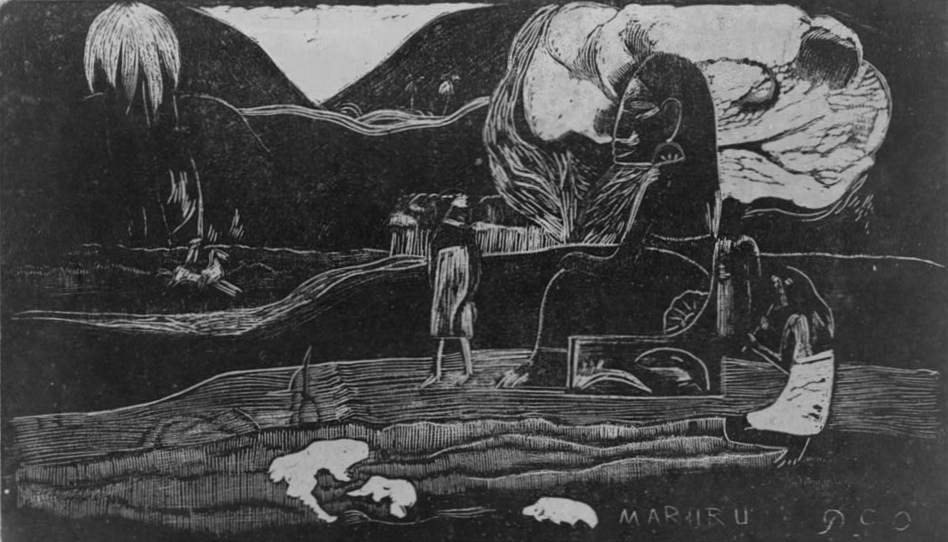
عروض امتنان للإلهة التاهيتية هينا.

هینا (بالإنجليزية: Hina)‏ الربة البولينيزية الكونية، وهي واحدة ولكن بوظائف كثيرة. وباعتبارها المرأة الأولى فإنها تمثل برأسين، أي الليل والنهار. إنها حارسة العالم السفلي، كما أنها قائدة الفنون والصناعات، أحبها صياد السمك تونا Tuna.